# Per Peterson
För andra personer med detta namn, se Per Petersson.
Per Artur Peterson, född 1944 i Kalmar, är en svensk medicinsk forskare och företagsledare. 
Peterson studerade för läkarexamen och doktorerade i medicinsk biokemi vid Uppsala universitet där han 1981 blev professor i membranbiologi. Han var också chef för Wallenberglaboratoriet.
Omkring 1986 flyttade Peterson till USA och Scripps Research Institute i La Jolla, Kalifornien, där han blev chef för institutionen för molekylär immunogenetik och 1987 utsågs till ordförande i styrelsen för den immunologiska institutionen. 
1994 blev Peterson vice president för läkemedelsforskningsavdelningen vid R.W. Johnson Pharmaceutical Research Institute, ett forskningsinstitut i Johnson & Johnson-koncernen. Han var ledamot av styrelsen för det amerikanska bioteknikföretaget Invitrogen, som efter en företagsfusion 2008 heter Life Technologies, där Peterson fortsatt som styrelseledamot. 
Peterson invaldes 1994 som ledamot av Vetenskapsakademien. Ett stort antal av Petersons tidigare doktorander har blivit professorer och fem av dem är liksom Peterson ledamöter av Vetenskapsakademien.